# Funkcje szybko malejące
Funkcję {\displaystyle \varphi :\mathbb {R} ^{n}\to \mathbb {R} } (lub {\displaystyle \varphi :\mathbb {R} ^{n}\to \mathbb {C} }) nazywamy funkcją szybko malejącą w nieskończoności, jeśli spełnia dwa warunki:
1. {\displaystyle \varphi \in C^{\infty }(\mathbb {R} ^{n}),}
2. Dla dowolnych wielowskaźników {\displaystyle \alpha ,\beta } funkcja {\displaystyle x^{\alpha }\partial ^{\beta }\varphi (x)} jest ograniczona na {\displaystyle \mathbb {R} ^{n}.}

Drugi warunek można zastąpić warunkiem następującym:
- Dla dowolnego {\displaystyle p=0,1,2,\dots } i dowolnego wielowskaźnika {\displaystyle \beta } funkcja {\displaystyle (1+|x|^{2})^{p}\partial ^{\beta }\varphi (x)} jest ograniczona na {\displaystyle \mathbb {R} ^{n}.}

Funkcje szybko malejące w nieskończoności tworzą przestrzeń wektorową, którą oznaczamy {\displaystyle {\mathcal {S}}(\mathbb {R} ^{n}).} Jeśli są to funkcje o wartościach rzeczywistych, to jest to przestrzeń nad ciałem liczb rzeczywistych {\displaystyle \mathbb {R} ,} a jeśli są to funkcje o wartościach zespolonych, to jest to przestrzeń wektorowa nad ciałem liczb zespolonych {\displaystyle \mathbb {C} .}
W przestrzeni tej topologia jest określona przez zbieżność ciągu:
Ciąg {\displaystyle \{\varphi _{n}\}\subset {\mathcal {S}}(\mathbb {R} ^{n})} jest zbieżny do zera, gdy:
- Dla dowolnych wielowskaźników {\displaystyle \alpha ,\beta } ciąg {\displaystyle \{x^{\alpha }\partial ^{\beta }\varphi _{n}\}} jest jednostajnie zbieżny do zera na {\displaystyle \mathbb {R} ^{n}.}

Warunek ten można zastąpić warunkiem następującym:
- Dla dowolnego {\displaystyle p=0,1,2,\dots } i dowolnego wielowskaźnika {\displaystyle \beta } ciąg {\displaystyle \{(1+|x|^{2})^{p}\partial ^{\beta }\varphi _{n}\}} jest jednostajnie zbieżny do zera na {\displaystyle \mathbb {R} ^{n}.}

## Własności
- {\displaystyle {\mathcal {S}}(\mathbb {R} ^{n})\subset L^{1}(\mathbb {R} ^{n}).}
- Różniczkowanie jest odwzorowaniem ciągłym {\displaystyle {\mathcal {S}}(\mathbb {R} ^{n})\to {\mathcal {S}}(\mathbb {R} ^{n}).}
- Jeżeli {\displaystyle 1\leqslant q\leqslant \infty ,} to {\displaystyle {\mathcal {S}}(\mathbb {R} ^{n})\subset L^{q}(\mathbb {R} ^{n}).}
- Transformacja Fouriera jest izomorfizmem {\displaystyle {\mathcal {S}}(\mathbb {R} ^{n})} na siebie.